# Proizvodnja s pomoću računala
Proizvodnja s pomoću računala ili CAM (akronim od engl. Computer Aided Manufacturing) su postupci za cjelovito nadziranje i upravljanje industrijskom proizvodnjom pomoću računala. CAM je izravni nastavak oblikovanja s pomoću računala ili CAD-a. Uključivanjem CNC numerički vođenih alatnih strojeva, ujedinjuje se projektiranje i proizvodnja proizvoda u jedinstvenu koncepciju CAD/CAM (engl. Computer Aided Design/Computer Aided Manufacture).

## Oblikovanje s pomoću računala ili CAD
CAD ili oblikovanje s pomoću računala (akronim od engl. Computer Aided Design) je primjena računala za dizajniranje (oblikovanje), projektiranje, konstruiranje, prikaz (vizualizaciju) budućega tehničkog predmeta, izradu dokumentacije za proizvodnju, planiranje proizvodnje, proračun utroška materijala i drugoga.  CAD je kadšto i sam primjenski računalni program iste namjene (CAD program). Unatoč različitostima takvih programa uvjetovanih područjem primjene (na primjer arhitektura, građevinarstvo, brodogradnja, strojogradnja, zrakoplovstvo, elektrotehnika), u osnovi im je zajedničko trodimenzijsko modeliranje predmeta uz pomoć prostorno određenih dužina, krivulja, ravnina, ploha. Zbog snažnog korištenja računalnih izvora takvih grafički orijentiranih programa, nekoć se rad na njima odvijao uz pomoć posebno snažnih i za tu namjenu prilagođenih računala (takozvane grafičke radne stanice) te računalnih periferija (skup uređaja koji zajedno s računalom čine računalni sustav, a nisu ugrađeni u samo računalo već su mu izravno priključeni kabelom ili bežičnom vezom) koje su obuhvaćale osobito velike zaslone, crtala, skenere i posebne uređaje za unos podataka. Danas tim zahtjevima većim dijelom udovoljavaju i osobna računala. 